# 洪翼杓 (1910年生)
洪 翼杓（ホン・イクピョ、朝鮮語: 홍익표、1910年1月24日 - 1976年4月26日）は、大韓民国の政治家。元内務部長官、制憲・第2・4・5・6・8代韓国国会議員。
本貫は南陽洪氏。字は于淵。元国会議員の洪晟杓は親戚。

## 経歴
京畿道加平郡外西面（現・清平面）出身。加平公立普通学校、京畿第一高等普通学校を経て、1936年に京城帝国大学法文学部法科卒。農業、製紙業を営んだ後、光復後は大韓独立促成国民会外西支部長、南朝鮮蚕糸会代議員、加平金組監査、加平地区司法保護委員会委員、憲法起草委員、反民族行為処罰特委検察部長、第2代国会運営委員会委員長、民主党創党総務部長・選挙対策委員会委員長・京畿道党委員長、第21代内務部長官（1960年8月23日〜同9月11日）、民主党中央常務委員会議長・副総裁、民衆党指導委員・運営委員・京畿第6地区党委員長、新民党政務委員会副議長・運営委員会副議長、制憲同志会副会長、韓国内外問題研究所理事長、民主回復国民会議顧問を務めた。
1976年4月25日、ソウル市東大門区の自宅で持病により死去。享年66または67。

## エピソード
1948年の初代総選挙では無投票で加平郡選挙区から当選した。
2000年、加平郡に洪翼杓記念館が設立された。